# Municipio Palmasola
El Municipio Autónomo Palmasola es uno de los 25 municipios que integran el Estado Falcón, Venezuela. Su capital es el poblado de Palmasola. Tiene una superficie de 194 km² y se estima que para 2007 cuenta con unos 7077 habitantes según la Alcaldía. El municipio sólo está conformado por una parroquia del mismo nombre. Buena parte del territorio es disputado con el Estado Yaracuy.
Su economía se basa en la agricultura poco más del 1 % de la explotación agrícola de Falcón se realiza en el territorio del Municipio Palmasola.

## Historia
En 1856 el territorio que hoy ocupa Palmasola se encontraba dentro de los límites del Cantón de la Costa Arriba de la entonces Provincia de Falcón. En 1915 se cumple el ordenamiento territorial establecido en 1893 que ordena la composición de los Distritos, quedando Palmasola bajo administración del Distrito Silva, ya en 1973 una nueva modificación de la ley territorial establece que el Distrito Silva estaría conformado por los municipios Boca de Aroa, Bolívar, Chichiriviche, Tocuyo de la Costa y Tucacas; el Municipio Bolívar tendría su capital en el poblado de Palmasola. Hasta 1899 pertenecía al Gran Estado Lara junto con los actuales Municipios Iturriza y Silva.
El 22 de mayo de 1992 el Consejo Legislativo del Estado Falcón decide crear el Municipio Autónomo Palmasola separándolo por complerto del hoy Municipio José Laurencio Silva.
El 30 de abril de 2006, en el marco del conflicto limítrofe entre los estados Falcón y Yaracuy, el Consejo Legislativo del Estado Yaracuy aprobó una medida simbólica mediante la cual se declaró, por un día, a la población de Palmasola como capital del Estado Yaracuy. Esta acción generó un reclamo inmediato por parte del estado Falcón, lo que condujo a la suspensión del acto oficial ante la tensión institucional entre ambas entidades federales.
De acuerdo con las autoridades locales de Palmasola, la disputa territorial y la falta de resolución definitiva sobre los límites ha representado un obstáculo importante para el desarrollo integral del municipio, al generar incertidumbre jurídica y limitaciones administrativas en la ejecución de políticas públicas.

## Geografía
Está ubicado al sudeste del Estado Falcón cerca de las costas del Golfo Triste. No presenta elevaciones superiores a los 250 metros, el Cerro El Trabuco es el punto más alto del municipio donde nace además el único curso de agua importante el río Corépano, aunque también existe un afluente al río Aroa.

## Demografía

### Centros urbanos
El municipio no posee poblaciones urbanas, sin embargo su capital es una población relevante.

### Centros rurales
Palmasola (capital municipal), Poblado km 4, Poblado km 10, Poblado km 12, Poblado km 14, Poblado km 16, Poblado km 18, Poblado km 20, Poblado km 22, Poblado km 24, Poblado km 26, Poblado km 28, Poblado km 30, Poblado km 32, Poblado km 34, Poblado km 36, Poblado km 38 y Zona "C".

## Política y gobierno

### Alcaldes
| Período     | Alcalde           | Partido político / Alianza | % de votos | Notas |
| ----------- | ----------------- | -------------------------- | ---------- | --- |
| 1992 - 1995 | Pastor Peña       | COPEI                      | 59,84      | Primer alcalde bajo elecciones directas                                                                                |
| 1995 - 2000 | Pastor Peña       | COPEI                      | -          | Reelecto (se realizaron elecciones generales adelantadas en el 2000 debido a la aprobación de la Constitución de 1999) |
| 2000 - 2004 | Ricardo Castro    | COPEI                      | 35,86      | Segundo alcalde bajo elecciones directas                                                                               |
| 2004 - 2008 | Giuseppe Parmieri | MVR                        | 44,14      | Tercer alcalde bajo elecciones directas                                                                                |
| 2008 - 2013 | Giuseppe Palmieri | PSUV                       | 73,19      | Reelecto (se postergan 1 año las elecciones municipales pautadas para finales del 2012)                                |
| 2013 - 2017 | Giuseppe Palmieri | PSUV                       | 88,90      | Reelecto |
| 2017 - 2021 | Giuseppe Palmieri | PSUV                       | 98,22      | Reelecto |
| 2021 - 2025 | Giuseppe Palmieri | PSUV                       | 73,30      | Reelecto |

### Concejo municipal
Período 1992 - 1995
| Concejales:     | Partido político / Alianza |
| --------------- | -------------------------- |
| Teodocio Mujica | COPEI                      |
| Orlando Perozo  | COPEI                      |
| Susana Medina   | COPEI                      |
| Orlando Jiménez | AD                         |
| Jaime Bello     | AD                         |

Período 1995 - 2000
| Concejales:    | Partido político / Alianza |
| -------------- | -------------------------- |
| José López     | COPEI                      |
| José Salcedo   | COPEI                      |
| Roné Saa       | AD                         |
| Minocma Torres | AD                         |
| Raul Yepez     | CONVERGENCIA               |

Período 2013 - 2018
| Concejales      | Partido político / Alianza |
| --------------- | -------------------------- |
| Rosa Flores     | PSUV                       |
| Javier Reyes    | PSUV                       |
| Nancy Peña      | PSUV                       |
| Rogelio Alvares | PSUV                       |
| Leoncio Reyes   | PSUV                       |

Período 2018 - 2021
| Concejales      | Partido político / Alianza |
| --------------- | -------------------------- |
| Javier Reyes    | PSUV                       |
| Rogelio Alvares | PSUV                       |
| Rosa Flores     | PSUV                       |
| Leoncio Reyes   | PSUV                       |
| Lamedy Torres   | PSUV                       |

Periodo 2021 - 2025
| Concejales:      | Partido político / Alianza |
| ---------------- | -------------------------- |
| Rivardo González | PSUV                       |
| Yubisay Muñoz    | PSUV                       |
| Nancy Peña       | PSUV                       |
| Dayana Barboza   | PSUV                       |
| Darwin Barboza   | PSUV                       |